# Bohuslav Ebermann
Bohuslav Ebermann (* 19. září 1948 Vochov) je bývalý československý hokejový útočník a politik, v letech 2016 až 2020 zastupitel Plzeňského kraje, v letech 2010 až 2022 zastupitel a starosta obce Vochov v okrese Plzeň-sever, člen hnutí Občané patrioti (OPAT).

## Sportovní kariéra
Hrál v československé lize za HC Škoda Plzeň. V letech 1974–1975, 1977–1979 a 1981 reprezentoval Československo na světových šampionátech, kde pomohl vybojovat šest medailí, z toho jednu zlatou. Startoval také na zimních olympijských hrách v letech 1976 (stříbro) a 1980 (5. místo). V roce 2010 byl uveden do Síně slávy českého hokeje.

## Politická angažovanost
V komunálních volbách v roce 2010 vedl jako nezávislý kandidátku subjektu "Sdružení nezávislých kandidátů Vochov" a byl zvolen zastupitelem obce Vochov. Vzhledem k tomu, že uskupení volby vyhrálo, stal se starostou obce. Ve volbách v roce 2014 pak obhájil post obecního zastupitele i starosty (tentokrát kandidoval jako nezávislý za subjekt "PROVOCHOV").
V krajských volbách v roce 2016 byl z pozice nestraník za SsČR zvolen zastupitelem Plzeňského kraje, když kandidoval za subjekt "Starostové a Patrioti s podporou Svobodných a Soukromníků". Na kandidátce byl původně na 6. místě, ale vlivem preferenčních hlasů skončil třetí. Ve volbách v roce 2020 post krajského zastupitele obhajoval, ale neuspěl. Tentokrát kandidoval jako člen hnutí OPAT za uskupení „STAROSTOVÉ (STAN) s JOSEFEM BERNARDEM a podporou Zelených, PRO PLZEŇ a Idealistů“.